# Phryganogryllacris bengalensis
Phryganogryllacris bengalensis är en insektsart som först beskrevs av Griffini 1913.  Phryganogryllacris bengalensis ingår i släktet Phryganogryllacris och familjen Gryllacrididae. Inga underarter finns listade i Catalogue of Life.